# ストレイト・アウタ・コンプトン (映画)
『ストレイト・アウタ・コンプトン』（原題：Straight Outta Compton）は、2015年のアメリカ合衆国の映画。伝説的ヒップホップ・グループ、N.W.Aの結成から脱退、再結成までを描いた伝記的音楽映画。N.W.Aのメンバーと交流のあったF・ゲイリー・グレイが監督を務め、制作としてドクター・ドレーやアイス・キューブが参加している。また、アイス・キューブを演じたオシェア・ジャクソン・Jrはアイス・キューブの実の息子である。映画内において、元メンバーであるアラビアン・プリンスが役名なしのモブキャラのような扱いであったため物議をかもした。

## ストーリー
1986年、全米で屈指の治安の悪い地域、カリフォルニア州コンプトン。ドラッグの売人として生活するエリック/イージー・E( ジェイソン・ミッチェル)はロサンゼルス一帯でムーブメントとなりつつあったヒップホップに取り憑かれ、音楽ビジネスで生計を立てようと考えていた。DJとして活躍していたドクター・ドレ(コーリー・ホーキンズ)やリリックメイカーのアイス・キューブ(オシェア・ジャクソン・Jr)を加えて、エリックはストリートラップ・グループ、N.W.Aを結成する。彼らの暴力的な日常を題材としたラップはギャングスタ・ラップと呼ばれるようになり、ファースト・アルバム『ストレイト・アウタ・コンプトン』は累計300万枚を超える大ヒットとなる。N.W.Aの存在が社会現象にまでなる一方で、その攻撃的で過激なメッセージから警察やFBIの監視対象となり、世間からの大きな非難にも晒されるようになった。更に、ギャランティーの配分問題からイージー・Eやプロデューサーと対立したアイス・キューブがグループを脱退、各メンバーの間にも亀裂が生じるようになる。

## キャスト
※括弧内は日本語吹替。
- イージー・E：ジェイソン・ミッチェル（英語版）（荒井聡太）
- アイス・キューブ：オシェア・ジャクソン・Jr（勝杏里）
- ドクター・ドレー：コーリー・ホーキンズ（伊藤健太郎）
- MC・レン（英語版）：オルディス・ホッジ（楠大典）
- DJ・イェラ：ニール・ブラウン・Jr（英語版）（烏丸祐一）
- ジェリー・ヘラー（英語版）：ポール・ジアマッティ（上田燿司）
- アロンゾ・ウイリアムズ：コーリー・レイノルズ
- ザ・D.O.C（英語版）：マーロン・イエーツ・ジュニア
- キンバリー・ウッドラフ：アレクサンドラ・シップ
- トミカ・ウッズ：カーラ・パターソン
- ブライアン・ターナー：テイト・エリントン（英語版）
- ドリス・ジャクソン：アンジェラ・エレイン・ギブス
- ホージー・ジャクソン：ブルース・ビーティー
- ヴァーナ・グリフィン：リサ・レニー・ピッツ
- スヌープ・ドッグ：ラキース・スタンフィールド
- シュグ・ナイト：R・マルコス・テイラー
- ウォーレンG：シェルドン・A・スミス